# Twitpic
Twitpic foi um website que permitia os usuários facilmente postar fotos e vídeos no Twitter, microblogging e serviço de mídia social. Já foi considerado o maior repositório de imagens vinculadas ao Twitter, tendo sido ultrapassado pela ferramenta de upload da própria rede social em 2012.
Foi encerrado a 25 de outubro de 2014 após ser pressionado pelo Twitter a mudar de nome. Em seguida, a própria rede adquiriu o Twitpic e manteve todas as mídias carregadas pelos usuários disponíveis.